# 卡明 (奧夫魯奇區)
51°16′46″N 28°53′37″E / 51.27944°N 28.89361°E
卡明（烏克蘭語：Камінь），是烏克蘭北部的村莊，隸屬日托米爾州的科羅斯滕區。該村面積0.4平方公里，海拔高度138米，2001年人口99，人口密度每平方公里247.5人。